# Seguiriya

La Seguiriya és un pal flamenc que té un metre propi no apte per a cap altra forma flamenca, és creació gitano de la Baixa Andalusia, caracteritzada per la seva varietat.
(...) me gustaría tener la inspiración del poeta, el certero juicio del filósofo y la sublimidad del músico, para escribir o hablar de la seguiriya. Siempre que se hable de ella creo que sería mejor cantar que escribir o hablar de este cante (Alfredo Sánchez Arbola : 1987, 34)

## Aspecte etimològic
En el flamenc existeixen diversos vocables per a designar aquest cante: Sigiriya, Segeriya, Seguidilla(s) y Seguiriya. Totes estes formes procedeixen -es l'opinió generalitzada- de la corrupció del terme castellà seguidilla. El nom no es una especial, sinó la conseqüència de la fonètica andalusa. Etimológicament, el terme seguidilla significa copla de seguida, que la seva arrel es troba en la paraula llatina "sequi" (seguir), y en la grega "EPOMAI".

## Aspecte històric
Històricament considerades, les seguiriyas és presenten com un fenomen sortit de les tonás. Hi ha -com es lògic en la història del flamenc- altres opinions. Però la teoria més generalitzada es que els cantes per seguiriyas van prendre el seu punt de partida de las tonás.
Es ve admetent que las seguiriyas arriben a la seua manifestació pública cap a finals del segle xviii i principis del XIX. Ens pareix difícil poder admetre que les seguiriyas segueixen a les anteriors al 1780, ja que manquem de dades històriques. No obstant, seguint la trajectòria del flamenc i els seus més fidels intèrprets -els gitanos- no seria impossible, històricament, creure que les seguiriyas es cantaven abans del 1780. Però de l'etapa compresa entre el 1780-1840 -afirma Ricardo Molina, cfr. "Mundo y formas del cante flamenco", pàg. 178- només posseïm referències literàries.

## Aspecte literari
Les seguiriyas, métricament vistes, cristalitzen en el mateix tipus d'estrofes que les seguidillas castellanes. Pareix que les estrofes de les seguiriyas -endechas i trísticos- tenen el seu origen en algunes de les "jarchyas" mossàrabs del segle xi. No obstant això, aquesta teoria té un valor més aviat erudit que flamenc. Ricardo Molina -cfr. "Mundo y formas del cante flamenco", pág. 174- agafa aquesta opinió.
Ara bé, per compondre una seguiriya flamenca o gitana, no es necesari guardar un riguròs sistema de versificació, ja que en el flamenc importa més el contingut conceptual, o intern, que l'extern o métric. Amb açò donem a entendre que qualsevol estrofa de tres o quatre versos -asonants o consonants- basta per cantar per seguiriyas, sempre que la seua estructura interna exprese la idea fonamental: dolor, pena, miseria, traïció, angoixa...

Tal com apareix en el flamenc, i mètricament vista, la seguiriya es una estrofa de quatre versos, de set síl·labes els imparells, i cinc els pars:
"Dice mi compañera 
que no la quiero; 
cuando miro su cara
yo el sentío pierdo". (Seguiriya de Maria Borrico)
Aquesta copla té la mateixa forma externa i literaria que la seguidilla de Lópe de Vega:
"Lavárame en el Tajo
muerta de risa,
que la arena en los dedos
me hace cosquillas".

## Aspecte musical
Pròpiament dit, no es parla de seguiriya sino de seguiriyas. En aquest cante el que de comú hi ha en tots es el ritme i el compàs, però són diferents els estils i la melodia. No son iguals, melòdicament, una seguirya de Paco la Luz i la de Maria Borrico, el Mellizo,etc.
Hipólito Rossy afirma que els gitanos van ser els creadors del ritme de la seguiriya (3 x 4 i 6 x 8). No obstant això, cal dir que abans que aplegaren els gitanos a l'estat Espanyol (¿1447?) ja existia en el Cancionero Popular de Andalucia y Castilla el compàs altern (amalgama: 3 x 4 i 6 x 8). Las seguiriyas van, doncs, en compàs de "AMALGAMA", el mateix que las serranas, livianas, etc.
Les seguiriyas consten de "DOTZE COPS". Es toquen en La major, Si bemoll, i, a vegades, en "RE MENOR", "DO MAYOR", "SI BEMOL" i resolen en "LA MAYOR".